# Robert Crippen

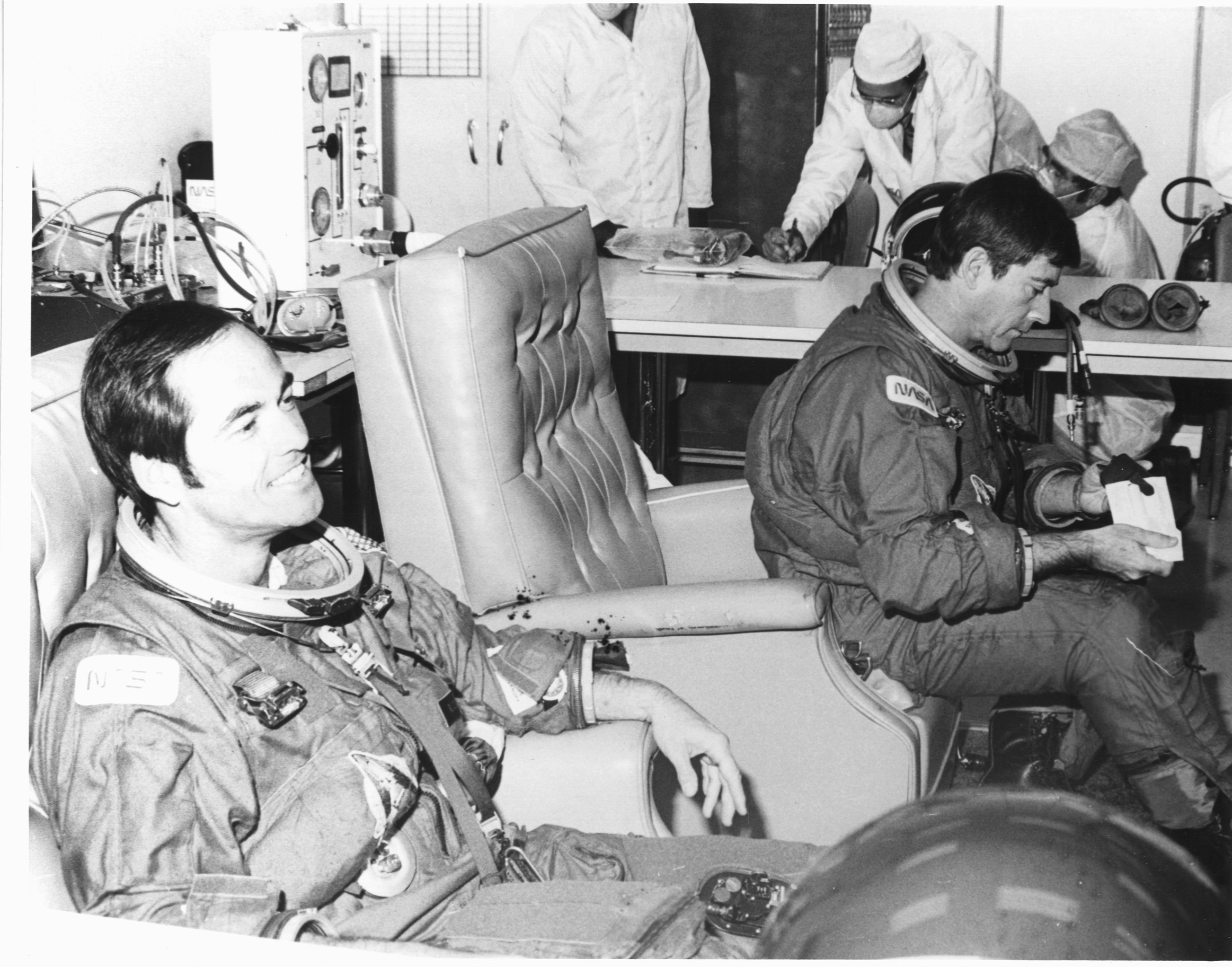
Robert Crippen i John Young podczas przygotowań przedstartowych do lotu STS-1

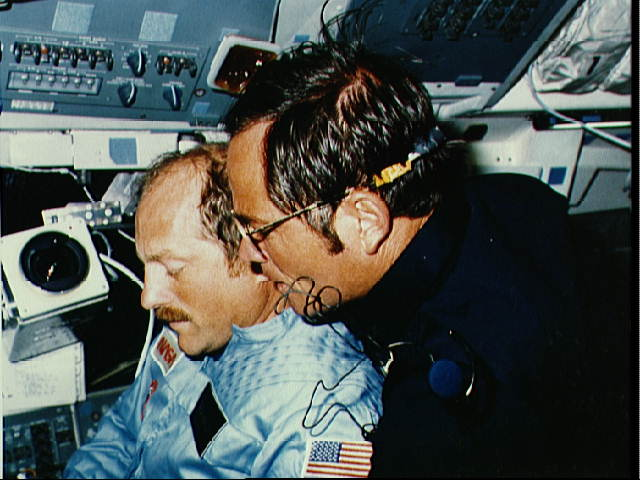
Frederick Hauck i Robert Crippen w kokpicie Challengera

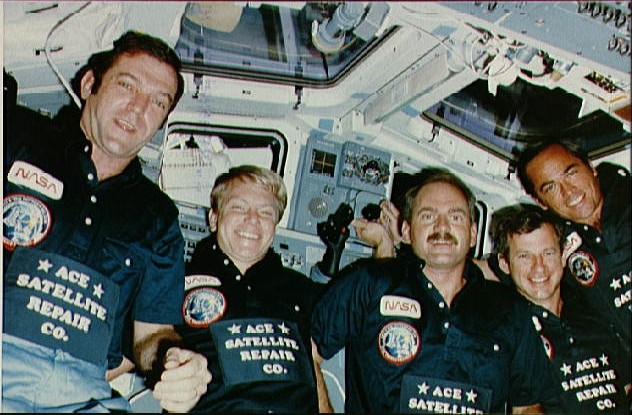
Załoga STS-41-C – od lewej: Scobee, Nelson, van Hoften, Hart i Crippen

Załoga STS-41-G – od lewej: (na dole) McBride, Ride, Sullivan, Leestma, (na górze) Scully-Power, Crippen i Garneau

Robert Laurel Crippen (ur. 11 września 1937 w Beaumont w stanie Teksas) – amerykański astronauta, inżynier, komandor-pilot United States Navy.

## Wykształcenie oraz służba wojskowa
Szkołę średnią (New Caney High School) ukończył w New Caney w Teksasie.
- 1960 – został absolwentem University of Texas w Austin, uzyskując licencjat z inżynierii lotniczej i kosmicznej. Na uczelni przeszedł szkolenie wojskowe dla oficerów rezerwy sił morskich (ROTC – Reserve Officers' Training Corps). Po studiach rozpoczął czynną służbę wojskową w bazie lotniczej Pensacola na Florydzie. Realizował program przewidziany dla pilotów lotnictwa morskiego (Naval Aviation Officer Program).
- 1962 – po uzupełnieniu przeszkolenia w bazach Whiting Field na Florydzie oraz Chase Field w Beeville w Teksasie zdobył uprawnienia pilota marynarki wojennej i został skierowany do służby na lotniskowcu USS „Independence”. Przez 2,5 roku latał na samolocie szturmowym A-4 w składzie 72 eskadry.
- 1965 – w kalifornijskiej bazie Edwards ukończył Szkołę Lotniczą dla Pilotów Doświadczalnych (USAF Aerospace Research Pilot School). Do momentu zakwalifikowania się do programu MOL (Manned Orbiting Laboratory) był w niej instruktorem.

jako pilot wylatał 6500 godzin, z czego ponad 5500 z nich na samolotach z napędem odrzutowym.
Jest członkiem Amerykańskiego Instytutu Aeronautyki i Astronautyki (AIAA – American Institute of Aeronautics and Astronautics), Amerykańskiego Towarzystwa Astronautycznego (American Astronautical Society) oraz międzynarodowego Towarzystwa Pilotów Doświadczalnych (Society of Experimental Test Pilots).

## Kariera astronauty
- 1966 – 17 czerwca został jednym z pięciu pilotów doświadczalnych wybranych do programu sił powietrznych MOL. W tej drugiej już grupie pilotów zakwalifikowanych do tego programu znaleźli się również późniejsi astronauci programu Space Shuttle: Karol Bobko, Charles Fullerton, Henry Hartsfield i Robert Overmyer. Zespół astronautów przygotowanych do programu MOL został rozwiązany w sierpniu 1969.
- 1969 – 13 sierpnia został przyjęty do 7. grupy astronautów NASA (NASA-7(inne języki)) i rozpoczął przeszkolenie podstawowe.
- 1972 – dowodził trzyosobowym zespołem, który przeprowadził eksperyment SMETA (Skylab Medical Experiments Altitude Test) polegający na 56-dniowej symulacji planowanego lotu na stację kosmiczną Skylab. Poza Crippenem udział w nim wzięli także Karol Bobko i William E. Thornton. Test pozwolił na opracowanie niektórych elementów wyposażenia, wypracowanie metodyki pracy załogi oraz uzyskanie szeregu istotnych danych medycznych.
- 1973–1975 – był członkiem naziemnych ekip wspierających wszystkie trzy załogowe misje na stację Skylab. W podobnym charakterze pracował w lipcu 1975 podczas radziecko-amerykańskiej misji ASTP (Apollo-Soyuz Test Project).
- 1978 – 17 marca został mianowany pilotem doświadczalnego lotu STS-1, pierwszej załogowej misji programu Space Shuttle.
- 1981–1984 – uczestniczył w czterech lotach kosmicznych: jako pilot w STS-1 (12–14 kwietnia 1981) oraz jako dowódca misji STS-7 (18–24 czerwca 1983), STS-41-C (6–13 kwietnia 1984) oraz STS-41-G (5–13 października 1984).
- 1986–1989 – miał być dowódcą misji STS-62-A zaplanowanej na lato 1986, ale po katastrofie Challengera lot został odwołany. Niedługo później został zastępcą dyrektora wydziału eksploatacji wahadłowców NASA w Centrum Kosmicznym im. Johna F. Kennedy’ego (KSC – John F. Kennedy Space Center). Odpowiadał za przygotowanie ich do lotu i transport promów z bazy lotniczej Edwards w Kalifornii do KSC.
- 1990–1992 – pełnił funkcję dyrektora programu Space Shuttle w kwaterze głównej NASA w Waszyngtonie. 31 grudnia 1991 opuścił korpus astronautów NASA.
- 1992–1995 – był dyrektorem KSC. Odpowiadał za realizację programu lotów wahadłowców.

## Loty załogowe

### STS-1 –ColumbiaF-1
12 kwietnia 1981, w 20 rocznicę lotu Jurija Gagarina, Robert Crippen wystartował po raz pierwszy w kosmos na pokładzie wahadłowca Columbia. Misją dowodził weteran lotów kosmicznych John Young, dla którego był to piąty start. STS-1 to pierwszy załogowy lot programu Space Shuttle. Zasadniczym celem misji było przetestowanie wszystkich systemów wahadłowca w warunkach realnego lotu kosmicznego i bezpieczne sprowadzenie go na Ziemię. Ładunkiem użytecznym podczas tej misji były instrumenty rejestrujące pracę urządzeń Columbii. Start promu odbył się bez zakłóceń, zgodnie z harmonogramem. W dwie godziny po starcie załoga otworzyła drzwi ładowni i rozpoczęła realizację programu lotu. Przed rozpoczęciem operacji lądowania astronauci dwukrotnie otworzyli i zamknęli ładownię, aby sprawdzić czy długotrwałe działanie promieni słonecznych nie spowodowało wypaczenia drzwi. Próby wypadły pomyślnie i po wykonaniu 36 okrążeń Ziemi prom wylądował w bazie Edwards w Kalifornii 14 kwietnia 1981.

### STS-7 – Challenger F-2
Drugą misją Crippena był lot STS-7. Tym razem pełnił funkcję dowódcy. Razem z nim 18 czerwca 1983 w kosmos udali się również: Frederick H. Hauck – pilot wahadłowca, John M. Fabian (specjalista misji – MS-1), Sally K. Ride (MS-2) i Norman E. Thagard (MS-3). W przedziale transportowym wahadłowca znajdowały się cztery ładunki użyteczne – satelity: ANIK-C2 (kanadyjski) i Palapa-B1 (indonezyjski) oraz dwie platformy badawcze: OSTA-2 (amerykańsko-zachodnioniemiecka) i SPAS-01 (zachodnioniemiecka). Astronauci Ride i Fabian umieścili na orbicie oba satelity telekomunikacyjne. W przestrzeni kosmicznej na pewien czas umieszczono również kontener ze SPAS-01, który sprowadzono później do ładowni promu. Podczas lotu przetestowano manipulator promu służący do za- i wyładunku wahadłowca. Załoga przeprowadziła również szereg eksperymentów z zakresu materiałoznawstwa oraz medycyny. 24 czerwca 1983 Challenger wylądował w bazie Edwards.

### STS-41-C – Challenger F-5
Po raz trzeci Crippen poleciał w kosmos na pokładzie Challengera 6 kwietnia 1984. Był dowódcą misji STS-41C. Pierwotnie lot miał nosić oznaczenie STS-13, ale wcześniej zmieniono system numeracji. Pozostałymi członkami załogi byli: Francis R. Scobee – pilot wahadłowca, George D. Nelson (specjalista misji – MS-1), James van Hoften (MS-2) i Terry J. Hart (MS-3). Podstawowym zadaniem tej misji było przechwycenie na orbicie satelity SMM (Solar Maximum Mission), jego naprawa i ponowne umieszczenie go w przestrzeni kosmicznej. Zanim astronauci przystąpili do tej operacji umieścili na orbicie satelitę LDEF (Long Duration Exposure Facility), który miał zostać odzyskany w 1985 podczas jednej z kolejnych misji promu. Przechwycenie satelity SMM udało się dopiero podczas drugiej próby. Pierwsza próba, podczas której G. Nelson wyposażony w plecak MMU podleciał do satelity i próbował go przechwycić, zakończyła się niepowodzeniem – sworzeń do połączenia MMU z satelitą okazał się krótszy niż wynikało z dokumentacji. Za drugim razem przechwycono go przy użyciu manipulatora. Nelson i van Hoften wyszli wówczas na zewnątrz wahadłowca i wykonali niezbędne prace remontowe. Później SMM ponownie znalazł się na orbicie. 13 kwietnia Challenger wylądował w bazie Edwards, ponieważ w KSC doszło do gwałtownego załamania pogody.

### STS-41-G – Challenger F-6
Podczas swojej ostatniej wyprawy w kosmos Crippen dowodził misją STS-41G. W składzie załogi znaleźli się również: Jon McBride – pilot wahadłowca, Kathryn Sullivan (specjalista misji – MS-1), Sally K. Ride (MS-2) oraz trójka specjalistów ładunku – David C. Leestma (PS-1), Kanadyjczyk Marc Garneau (PS-2) i Paul D. Scully-Power. Astronauci wystartowali z Przylądka Canaveral 5 października 1984. Podczas tego lotu prowadzono z orbity badania oceanów i lądów, a wśród załogi był oceanograf i geolog. Astronauci umieścili w kosmosie satelitę przeznaczonego do obserwacji klimatycznych ERBS (Earth Radiation Budget Satellite), a na czas lotu platformę badawczą OSTA-3 z radarem SIR-B. Leestma i Sullivan (pierwsza Amerykanka w otwartym kosmosie) odbyli także spacer, podczas którego połączyli dwa zbiorniki na paliwo. Później przez to połączenie przepompowano paliwo ze zbiornika pełnego do pustego. Potwierdziło to możliwość uzupełniania materiałów pędnych w zbiornikach satelitów. Po 8 dniach lotu 13 października wahadłowiec wylądował na pasie KSC.

## Po opuszczeniu NASA
- 1995 – w kwietniu rozpoczął pracę w Lockheed Martin Information Systems. Był wicedyrektorem wydziału zajmującego się symulatorami.
- 1996 – w grudniu został szefem Thiokol Propulsion Group w Brigham City w stanie Utah. W firmie tej pracował do 2001.
- 1999–2000 – był przewodniczącym Amerykańskiego Instytutu Aeronautyki i Astronautyki.
- 2006 – 6 kwietnia został uhonorowany przez Kongres Stanów Zjednoczonych Kosmicznym Medalem Honoru (Congressional Space Medal of Honor), najwyższym odznaczeniem, jakie mogą otrzymać uczestnicy lotów kosmicznych. Wcześniej otrzymali je m.in. Neil Armstrong, Frank Borman, John Glenn, Alan Shepard, Judith Resnik i Virgil „Gus” Grissom.

## Odznaczenia i nagrody
- NASA Exceptional Service Medal (1972)
- NASA Space Flight Medal (1981, 1983 i dwukrotnie w 1984)
- Dyplom FAI im. W.M. Komarowa (1981, 1985[1])
- Nagroda Departamentu Obrony Stanów Zjednoczonych „Za wybitną służbę” (Distinguished Service Award) (1981)
- Nagroda Amerykańskiego Towarzystwa Astronautycznego „Za osiągnięcia lotnicze” (American Astronautical Society Flight Achievement Award) (1981)
- Medal im. Gardinera Greene’a Hubbarda Narodowego Towarzystwa Geograficznego (National Geographic Society's Gardiner Greene Hubbard Medal) (1981)
- Medal Legii Amerykańskiej „Za wybitną służbę” (American Legion's Distinguished Service Medal) (1981)
- Nagroda im. Ivana C. Kincheloe Towarzystwa Pilotów Doświadczalnych (Society of Experimental Test Pilots Ivan C. Kincheloe Award) (1981)
- Nagroda Federalnej Administracji Lotniczej „Za wybitną służbę” (Federal Aviation Administration's Award for Distinguished Service) (1982)
- Goddard Memorial Trophy (1982)
- Harmon Trophy (1982)
- Złoty Medal FAI im. Jurija Gagarina (1983)
- Distinguished Flying Cross (1984)
- Defense Meritorious Service Medal (1984)
- Medal FAI im. de la Vaulx (1985)[1]
- NASA Distinguished Service Medal (1985, 1988, 1993)
- NASA Outstanding Leadership Medal (1988)
- Wprowadzenie do Panteonu Sławy Astronautów Stanów Zjednoczonych (United States Astronaut Hall of Fame) (2001)
- Congressional Space Medal of Honor (2006)
- Universal Astronaut Insignia za lot orbitalny (nr 102) – Stowarzyszenie Uczestników Lotów Kosmicznych (Association of Space Explorers(inne języki))[2]

## Wykaz lotów
| Loty kosmiczne, w których uczestniczył Robert L. Crippen                 | Loty kosmiczne, w których uczestniczył Robert L. Crippen | Loty kosmiczne, w których uczestniczył Robert L. Crippen | Loty kosmiczne, w których uczestniczył Robert L. Crippen | Loty kosmiczne, w których uczestniczył Robert L. Crippen | Loty kosmiczne, w których uczestniczył Robert L. Crippen |
| Nr                                                                       | Data startu                                              | Data lądowania                                           | Statek kosmiczny                                         | Funkcja                                                  | Czas trwania                                             |
| ------------------------------------------------------------------------ | -------------------------------------------------------- | -------------------------------------------------------- | -------------------------------------------------------- | -------------------------------------------------------- | -------------------------------------------------------- |
| 1                                                                        | 12 kwietnia 1981                                         | 14 kwietnia 1981                                         | STS-1 Columbia F-1                                       | Pilot wahadłowca                                         | 2 dni 6 godzin 20 minut i 53 sekundy                     |
| 2                                                                        | 18 czerwca 1983                                          | 24 czerwca 1983                                          | STS-7 Challenger F-2                                     | Dowódca misji                                            | 6 dni 2 godziny 23 minuty i 59 sekund                    |
| 3                                                                        | 6 kwietnia 1984                                          | 13 kwietnia 1984                                         | STS-41-C Challenger F-5                                  | Dowódca misji                                            | 6 dni 23 godziny 40 minut i 7 sekund                     |
| 4                                                                        | 5 października 1984                                      | 13 października 1984                                     | STS-41-G Challenger F-6                                  | Dowódca misji                                            | 8 dni 5 godzin 23 minuty i 33 sekundy                    |
| Łączny czas spędzony w kosmosie – 23 dni 13 godzin 48 minut i 32 sekundy |                                                          |                                                          |                                                          |                                                          |                                                          |